# Saint-Pierre-de-Chandieu
Saint-Pierre-de-Chandieu é uma comuna francesa na região administrativa de Auvérnia-Ródano-Alpes, no departamento de Ródano. Estende-se por uma área de 29,28 km². Em 2010 a comuna tinha 4 623 habitantes (densidade: 157,9 hab./km²).